# Альфонсо I (король Астурії)
Альфо́нсо I  (ісп. Alfonso I), або Альфо́нс І (лат. Alphonsus І; 693—757) — король Астурії (739—757). Прізвисько — Като́лик (ісп. el Catolico).

## Біографія
Походив зі знатного вестготського роду. Був сином Педро, герцога Кантабрії. Молоді роки провів у своїх родинних землях. Став зятем короля сусідньої Астурії Пелайо, одружившись на його дочці Ермесінді приблизно в середині 720-х років. 730 року після смерті батька став герцогом Кантабрії.
Після загибелі Фавіли, сина короля Пелайо, у 739 році обирається королем Астурії, а Кантабрію передав молодшому братові Фруелі. Підпорядкував собі все узбережжя Біскайської затоки від Астурії до Країни Басків і разом з сином Фруелою завоював землі у верхів'ях річок Міню і Дору. У 740 році, скориставшись повстанням берберів підкорив частину північної Галісії. У 746 році зайняв графство Алава, у 752 році завоював місто Асторга.
Протягом 753—754 років зайняв Кантабрійські гори. У 754 році король захопив місто Леон. Незабаром дійшов до фортеці Ла-Ріоха, сплюндрував міста й замки Луго, Туя, Портукаленсе, Анегія, Брага, Візеу, Чавес, Ледесма, Саламанка, Нумансія (Замора), Авіла, Сіманкасе, Салдана, Амайя, Ревенга, Карбораріка, Абейка, Кенікеро і Алесанко.
Швидкими набігами в різних напрямках Альфонсо I винищував мусульман, спустошував їхні області, виводив християн на північ і поселяв у тих підкорених містах, владу над якими сподівався утримати за собою. Завдяки таким діям між Кантабрійськими горами та річкою Дуро було створено так звану «пустелю Дуро», де не було харчів та поселень. За задумом Альфонсо I, вона повинна була слугувати природним бар'єром проти вторгнення ворогів.
Своєю активною діяльністю, відновленням міст і церков він здобув любов народу і духовенства, заслуживши прізвисько католицького короля. Вважається, що за ініціативою короля було зведено Собор Божої матері Ковадонга.
Значення Альфонсо I вважають настільки визначним, що іноді правлячу династію називають Альфонсес. Помер король у 757 році, владу успадкував син Фруела.

## Родина
1. Дружина — Ермесінда, донька короля Пелайо.
Діти:
- Фруела (722—768), король у 757—768 роках
- Вімерано (д/н—765)
- Адосінда (д/н), дружина короля Сіло у 774—783 роках

2. Наложниця — Сісальда
Діти:
- Маурегато (д/н—789), король у 783—789 роках